# Marthinus Wessel Pretorius
Marthinus Wessel Pretorius (Graaff-Reinet, 17 dicembre 1819 – Potchefstroom, 19 maggio 1901) è stato un politico e militare boero, primo presidente della Repubblica Sudafricana del Transvaal (1857-1860 e di nuovo nel 1864-1871) di cui redasse la costituzione.

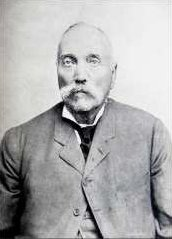
Marthinus Wessel Pretorius

Avendo ricoperto anche la carica di presidente dello Stato Libero dell'Orange (1859-1863) egli fu l'unico a rivestire entrambe le cariche. Nonostante questo successo, comunque, egli non realizzò il suo sogno di unire entrambe le repubbliche boere. In gioventù fu anche Capo di Stato della Repubblica di Potchefstroom (1853-1856), mentre a fine carriera fece parte del triumvirato (con Petrus Jacobus Joubert e Paul Kruger) che guidò il Transvaal alla liberazione dalla dominazione britannica (1880-1883). Inoltre è stato il fondatore della città di Pretoria, così chiamata in onore di suo padre, Andries Pretorius.

## Biografia

### Grande Trek e fondazione di Pretoria

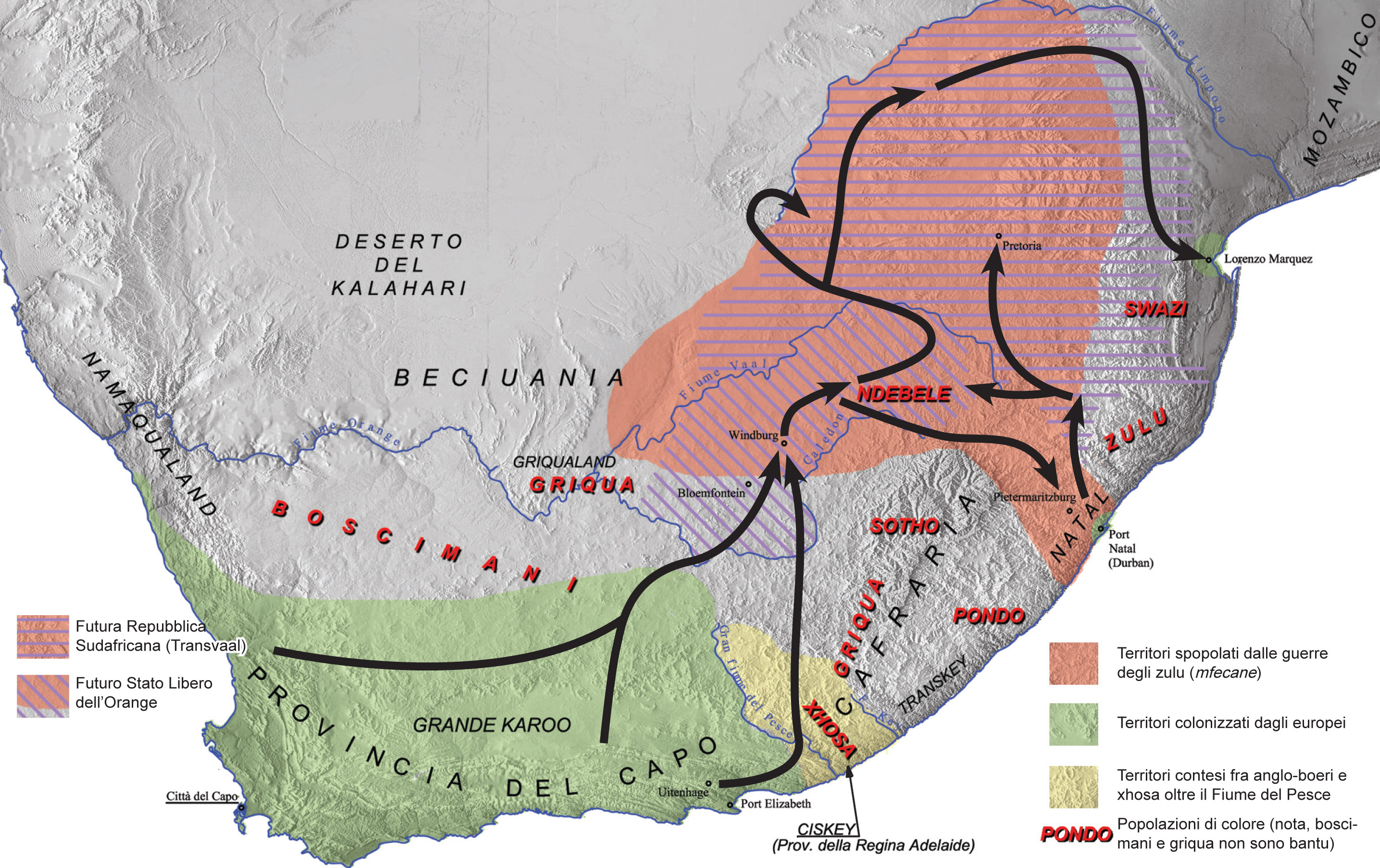
Il Grande Trek Boero

Marthinus Wessel Pretorius nacque il 7 settembre 1819 a Graaff-Reinet nella Colonia del Capo, primogenito di quello che sarà il leader del Great Trek e capo dei voortrekker, Andries Pretorius e di Christina Petronella de Wit. Da giovane non ebbe una istruzione regolare, seguendo subito suo padre nell'avventura del Grande Trek (1838) verso il Natal, dove fondarono nel 1839 la Repubblica di Natalia, combattendo contro gli Zulu. Il 19 dicembre 1841 si unì in matrimonio con Aletta Magdalena Smit.
Quando nell'agosto del 1853 suo padre, che egli aveva seguito fin nel nord del Transvaal, morì, Marthinus prese il suo posto come Comandante-Generale dei distretti di Potchefstroom e Rustenburg (due delle repubbliche che poi, una volta unite formeranno lo stato del Transvaal), continuando gli sforzi del genitore tendenti ad unire, dal punto di vista politico i Boeri che avevano partecipato all'epopea del Grande Trek.
Nello stesso periodo individuò dei terreni fertili sull'Elandspoort, presso la fattoria di Andries Van der Valt e decise di edificarvi una nuova città. I primi edifici costruiti furono quelli di una congregazione religiosa e il sito fu battezzato Pretoria-Philadelphia. Il 16 novembre 1855 egli ottiene dal Volksraad il riconoscimento di questa città sotto il nome abbreviato di Pretoria, in onore di suo padre. Essa diventerà capitale del Transvaal il 1º maggio 1860.

### Un capo militare (1853-1856)
Nel 1854 guidò i suoi burghers contro un capo indigeno chiamato Makapan, come rappresaglia dell'uccisione, perpetrata da quest'ultimo, di ventitré boeri, inclusi dieci fra donne e bambini. Gli indigeni furono così bloccati in una grande cava nella zona dello Zoutpansberg e circa 3000 di essi vi trovarono la morte, colpiti dai cecchini boeri mentre cercavano di scappare o semplicemente uccisi dalla fame all'interno delle grotte.
Dopo questa vittoria militare sulla tribù di Makapan, Pretorius dedicò le sue energie alla creazione di un forte governo centrale, e dal 1856 in avanti la sua idea fissa fu la formazione di un unico stato boero che riunisse tutti i burghers stabilitisi intorno al fiume Orange, fino ad allora divisi in tante repubbliche gelose della loro indipendenza. Questo sogno sembrò realizzarsi nel dicembre del 1856, quando i rappresentanti dei distretti di Potchefstroom, Rustenburg e Pretoria si incontrarono e redassero una costituzione portando alla creazione formale, il 6 gennaio 1857, della Repubblica Sudafricana del Transvaal nata dalla fusione di repubbliche boere esistenti su questo territorio.

### Presidente del Transvaal (1857-1860)
Il giorno prima della proclamazione ufficiale della repubblica, Pretorius fu eletto presidente. Come capo di Stato il suo obiettivo fu sempre quello di unire le due repubbliche boere nate dal Convenzione del fiume Sand in un unico stato afrikaner, diretto da un forte governo centrale. Infatti, sebbene i boeri dei distretti di Lydenburg, Utrecht, e Zoutpansberg non riconoscessero l'autorità della nuova repubblica, Pretorius, con l'attiva cooperazione del Comandante Paul Kruger tentò, sempre nel 1857 di dar luogo all'unione fra lo Stato Libero d'Orange e il Transvaal, ed un commando attraversò il Vaal per portare sostegno al presidente. Questo tentativo di giungere all'unione con la forza fallì, ma nel dicembre 1859, grazie all'appoggio di numerosi sostenitori nello Stato Libero egli si fece eleggere presidente della repubblica anche nell'Orange.

### Unione delle repubbliche boere sotto un solo presidente (1860-1863)
Pretorius aveva appena ottenuto la riconciliazione dei boeri del distretto di Lydenburg e di altri distretti ribelli del Transvaal e sperando di completare la sua opera di unificazione di tutti i boeri stabilitisi oltre il fiume Vaal egli accettò la presidenza dello Stato Libero d'Orange, assumendone ufficialmente la carica a Bloemfontein, nel febbraio del 1860.
Ma il tenace spirito di indipendenza boero combinato con i mezzi arbitrari usati da Pretorius, non solo impedirono la fusione dei due stati ma condussero addirittura ad un periodo di anarchia e quasi guerra civile nel Transvaal che preoccupava non poco anche i cittadini dello Stato Libero sempre meno convinti, a questo punto, della positività di una fusione con i loro vicini settentrionali. Pretorius comunque, continuò ad intervenire negli affari interni del Transvaal ma alla fine egli si risolse a dare le dimissioni da Presidente dello Stato Libero (15 aprile 1863) per dedicarsi alla soluzione dei conflitti fratricidi in atto nel Transvaal.

### Pacificatore del Transvaal e sua politica espansionistica (1864-1871)
Fungendo da mediatore fra le varie fazioni del Transvaal riuscì, nel gennaio del 1864, a mettere fine ai conflitti civili e nel mese di maggio riuscì ancora una volta a farsi eleggere presidente della Repubblica Sudafricana del Transvaal, per la prima volta presidente di uno stato veramente unito. La conciliazione fu una caratteristica notevole del suo carattere e a Pretorius, più che ad altre persone, va il merito di aver saldato in una sola entità statale i boeri del Transvaal.
Come capo di Stato si impegnò a migliorare l'amministrazione del paese e, con meno successo, di risollevare le finanze pubbliche. In politica estera diede continuità alle idee dei protagonisti del Grande Trek, riguardo al diritto e i titoli dello stato boero di espandersi senza limiti sia verso nord che verso est ed ovest. Nonostante egli trovasse molte difficoltà nel far valere l'autorità della repubblica sugli indigeni all'interno dei confini del Transvaal, nell'aprile del 1868, alla notizia della scoperta dell'oro nella zona del fiume Tati (Bechuanaland) emanò un editto, proclamando l'annessione sia del Bechuanaland ad ovest, sia ad est di altri territori, comprendenti parte della Baia di Delagoa, mentre a nord rivendicò territori situati oltre il fiume Limpopo. Per quanto riguarda le rivendicazioni sulla baia di Delagoa, il Portogallo protestò subito e nel 1869, Pretorius, che nello stesso anno fu rieletto presidente con una maggioranza schiacciante, ne riconobbe i diritti su di essa.
Per le rivendicazioni ad ovest, quelle sul Bechuanaland, le richieste di Pretorius all'inizio non sembravano tanto convinte, forse per non suscitare la suscettibilità britannica, ma nel 1870, quando la scoperta di giacimenti di diamanti sul basso Vaal aveva portato alla costituzione di molti punti di scavo, fu fatto un tentativo per rafforzare le rivendicazioni del Transvaal su quei territori. Ma, assegnando una concessione esclusiva ad una sola compagnia, Pretorius destò l'ostilità dei cercatori di diamanti. Rendendosi conto dell'errore, tale concessione fu revocata e nel settembre del 1870 emanò un editto degno di nota nel quale offriva alle compagnie poteri molto ampi di autogoverno. Inoltre Pretorius, fece visita spesso alla frontiera occidentale ed in continui colloqui con i capi Bechuana tentò di ottenere il riconoscimento della sovranità boera sui loro territori, offrendo loro l'annessione al Transvaal, per “salvare” quelle popolazioni dalle invadenze britanniche.
Alla fine questi tentativi diplomatici fallirono, e alla fine, senza consultare il suo governo, si risolse a risolvere la questione dei confini ad un arbitrato internazionale affidato al Governatore del Natal Robert Keate. Ma il giudizio arbitrale, emesso il 17 ottobre 1871, fu contrario alle pretese boere. Pretorius accettò lealmente tale decisione, ma questa provocò una tempesta di indignazione nel paese. Il Volksraad rifiutò di ratificare l'arbitrato e Pretorius si dimise dalla carica di presidente (novembre 1871), ritirandosi dalla vita politica. Suo successore fu il Reverendo Thomas François Burgers.

### La prima Guerra Boera (1877-1883)
Dalla data delle dimissioni, Pretorius, partecipò in maniera alquanto marginale alla vita del suo paese, fino all'annessione alla Gran Bretagna (1877), quando salì alla ribalta come uno dei leader più attivi contro il nemico occupante allo scopo di ristabilire l'indipendenza del suo paese. Nel 1878 divenne presidente del Comitato dei Capi Boeri avente lo scopo di restaurare la sovranità del Transvaal ma proprio per questo motivo, nel gennaio del 1880 fu arrestato per ordine dell'Alto Commissario del Transvaal, Sir Carnet Wolseley (la massima autorità britannica del Transvaal) con l'accusa di alto tradimento. Rilasciato su cauzione, fu spinto da Wolseley ad accettare un seggio nel Consiglio Esecutivo, Pretorius rifiutò ma gli fu consentito di girare per il paese per promuovere la proposta britannica di concedere al Transvaal un governo autonomo, sempre all'interno dell'Impero di Sua Maestà.
Accortosi che le promesse inglesi di un governo autonomo non venivano mantenute, i Boeri si ribellarono al giogo britannico, creando, nel dicembre del 1880 un governo insurrezionale con a capo un triumvirato formato da Paul Kruger, Petrus Jacobus Joubert e, appunto, Pretorius. Con la cosiddetta Prima guerra boera i boeri del Transvaal riacquistarono l'indipendenza e Pretorius, come membro della Troika, fu uno dei firmatari della Convenzione di Pretoria (agosto 1881), rimanendo componente di quest'organismo, sino all'elezione di Kruger come presidente nel maggio 1883, data nella quale egli si ritirò in via definitiva dalla politica e in generale dalla vita pubblica.

### Ultimi anni
Nel 1887 fu sui terreni della sua fattoria a Paarderkraal, riscattati dal governo del Transvaal, che fu fondata la città mineraria di Krugersdorp, in onore e in omaggio al presidente Kruger. Negli ultimi anni della sua vita dovette subire di nuovo il dispiacere dell'occupazione, questa volta definitiva, del suo paese da parte dei britannici durante la Seconda guerra boera. Negli ultimi anni si era espresso in modo negativo contro la politica di Kruger e durante la guerra fece opera di mediazione, facendo anche visita a capi boeri come Schalk Willem Burger e Louis Botha per conto di Lord Kitchener allo scopo di porre fine a quel sanguinoso conflitto. Ma non vi riuscì e non vide nemmeno la conclusione della guerra, poiché si spense a Potchefstroom il 19 maggio 1901.